# 600000 (عدد)
60000 (ستمائة آلف) هو عدد صحيح. يلي العدد 599999 ويسبق العدد 600001 وهو عدد طبيعي.
الستمائة ألف الواحدة تساوي ستون ألف.

## في الرياضيات
- حسب نظام العد العشري في الرياضيات، يمكن كتابة العدد ستمائة آلف على النحو التالي:
- 600,000 — ستة متبوعاً بخمسة أصفار.
- 6 × 104 — ستة في عشرة مرفوعة لأس خمسة.